# Luis de Souza Ferreira
Luis Emilio de Souza Ferreira Huby (Lima, 6 d'octubre de 1908 - La Punta, 29 de setembre de 2008) fou un futbolista peruà dels anys 1920 i 1930 que jugà tota la seva carrera al mateix club, l'Universitario de Deportes, entre els anys 1926 i 1934. Amb la selecció peruana jugà la primera copa del Món de futbol a l'Uruguai 1930. En aquesta competició marcà el primer gol d'un futbolista peruà.